# The Unforgiven
"The Unforgiven" je skladba americké heavymetalové skupiny Metallica. Byla vydána jako druhý singl z jejich stejnojmenného alba Metallica. Přestože je jednou z pomalejších skladeb na albu, její progrese je výrazně jednou z intenzivnějších. Skladba se zabývá tématem boje jednotlivce proti snahám těch, kteří ho chtějí zotročit. Skladba má dvě pokračování (se stejným názvem, tematikou ale hudebně odlišné), ve formě "The Unforgiven II" z alba ReLoad a " The Unforgiven III "z alba Death Magnetic.

## Kompozice
Úvodní sekce obsahuje perkuse, na které hraje Lars Ulrich a také v malé míře klávesy.
Intro s lesním rohem bylo v podstatě převzato z westernu The Unforgiven.
Hudební video je černobílé a jeho tematikou je chlapec, který žije v kamenné místnosti bez oken. Jako video plyne, se chlapec stává dospělým a potom starcem.

## Coververze
Coververze skladby vytvořili interpreti Doug Pinnick, Vernon Reid, Frankie Banali a Tony Franklin pro album Metallic Assault: A Tribute to Metallica. Klasická instrumentální verze skladby od finské violoncellové skupiny Apocalyptica se objevila na jejich albu Plays Metallica by Four Cellos. Tribute skupina Harptallica nahrála harfovou verzi pro své album Harptallica: A Tribute.

## Seznam skladeb
| US cassette | US cassette    | US cassette |
| Pořadí      | Název          | Délka       |
| ----------- | -------------- | ----------- |
| 1.          | The Unforgiven | 6:27        |
| 2.          | Killing Time   | 3:05        |

| US promotional | US promotional              | US promotional |
| Pořadí         | Název                       | Délka          |
| -------------- | --------------------------- | -------------- |
| 1.             | The Unforgiven (Radio Edit) | 4:59           |

| International CD single | International CD single | International CD single |
| Pořadí                  | Název                   | Délka                   |
| ----------------------- | ----------------------- | ----------------------- |
| 1.                      | The Unforgiven          | 6:29                    |
| 2.                      | Killing Time            | 3:08                    |
| 3.                      | nepojmenováno (Demo)    | 6:15                    |

| International 12" single | International 12" single | International 12" single |
| Pořadí                   | Název                    | Délka                    |
| ------------------------ | ------------------------ | ------------------------ |
| 1.                       | The Unforgiven           | 6:27                     |
| 2.                       | Killing Time             | 3:04                     |
| 3.                       | So What                  | 3:07                     |
| 4.                       | The Unforgiven (Demo)    | 6:18                     |

## Pozice v žebříčcích
| Žebříček (1992)                       | Vrcholové pozice |
| ------------------------------------- | ---------------- |
| Austrálie (ARIA Singles Chart)        | 10               |
| Rakousko (Ö3 Austria Top 40)          | 30               |
| Nizozemsko (Dutch Top 40)             | 25               |
| Francie (SNEP)                        | 28               |
| Německo (Media Control Charts)        | 47               |
| Řecko (IFPI Greece)                   | 2                |
| Irsko (IRMA)                          | 22               |
| Itálie (fimi)                         | 18               |
| Nový Zéland (RIANZ)                   | 24               |
| Polsko (ZPAV                          | 9                |
| Švédsko (sverigetopplistan)           | 32               |
| Švýcarsko (Schweizer Hitparade)       | 20               |
| Spojené království (UK Singles Chart) | 15               |
| USA (Billboard Hot 100)               | 35               |
| USA Billboard Mainstream Rock Tracks  | 10               |

## The Unforgiven II
"The Unforgiven II" napsali James Hetfield, Lars Ulrich a Kirk Hammett a objevila se na albu ReLoad jako pokračování "The Unforgiven". Obě skladby mají podobnou hudební tematiku. O deset let později byla skladba následovaná pokračováním "The Unforgiven III" z alba Death Magnetic.
Skladba byla hrána živě pouze jednou, a to 8. prosince 1997 v Las Vegas.

### Seznam skladeb
| International Single Part 1 | International Single Part 1 | International Single Part 1 |
| Pořadí                      | Název                       | Délka                       |
| --------------------------- | --------------------------- | --------------------------- |
| 1.                          | The Unforgiven II           | 6:36                        |
| 2.                          | Helpless (Live)             | 4:15                        |
| 3.                          | The Four Horsemen (Live)    | 6:19                        |
| 4.                          | Of Wolf & Man (Live)        | 4:31                        |

| US Single | US Single                           | US Single |
| Pořadí    | Název                               | Délka     |
| --------- | ----------------------------------- | --------- |
| 1.        | The Unforgiven II                   | 6:36      |
| 2.        | The Thing That Should Not Be (Live) | 4:40      |

| International Single Part 2 | International Single Part 2         | International Single Part 2 |
| Pořadí                      | Název                               | Délka                       |
| --------------------------- | ----------------------------------- | --------------------------- |
| 1.                          | The Unforgiven II                   | 6:36                        |
| 2.                          | The Thing That Should Not Be (Live) | 7:33                        |
| 3.                          | nepojmenováno (Live)                | 4:19                        |
| 4.                          | King Nothing (Live)                 | 7:14                        |

| International Single Part 3 | International Single Part 3 | International Single Part 3 |
| Pořadí                      | Název                       | Délka                       |
| --------------------------- | --------------------------- | --------------------------- |
| 1.                          | The Unforgiven II           | 6:36                        |
| 2.                          | No Remorse (Live)           | 4:54                        |
| 3.                          | Am I Evil? (Live)           | 5:09                        |
| 4.                          | The Unforgiven II (Demo)    | 7:14                        |

| Japanese EP | Japanese EP                         | Japanese EP |
| Pořadí      | Název                               | Délka       |
| ----------- | ----------------------------------- | ----------- |
| 1.          | The Unforgiven II                   | 6:38        |
| 2.          | The Thing That Should Not Be (Live) | 7:31        |
| 3.          | The Memory Remains (Live)           | 4:28        |
| 4.          | No Remorse (Live)                   | 4:52        |
| 5.          | Am I Evil? (Live)                   | 5:11        |
| 6.          | The Unforgiven II (Demo)            | 7:13        |

| European Single | European Single           | European Single |
| Pořadí          | Název                     | Délka           |
| --------------- | ------------------------- | --------------- |
| 1.              | The Unforgiven II         | 6:36            |
| 2.              | The Memory Remains (Live) | 4:19            |

### Pozice v žebříčcích
| Žebříček (1998)                       | Vrcholové pozice |
| ------------------------------------- | ---------------- |
| Austrálie (ARIA Charts)               | 9                |
| Rakousko (Ö3 Austria Top 40)          | 18               |
| Nizozemsko (Dutch Top 40)             | 25               |
| Finsko (Suomen virralinen lista)      | 1                |
| Francie (SNEP)                        | 89               |
| Německo (Media Control Charts)        | 23               |
| Irsko (IRMA)                          | 14               |
| Itálie (fimi)                         | 12               |
| Nový Zéland (RIANZ)                   | 22               |
| Norsko (VG-lista)                     | 8                |
| Švédsko (sverigetopplistan)           | 8                |
| Spojené království (UK Singles Chart) | 15               |
| USA Billboard Hot 100                 | 59               |
| USA Billboard Mainstream Rock Tracks  | 2                |

## The Unforgiven III
"The Unforgiven III" je skladba, která se objevila na albu Death Magnetic, které vyšlo v roce 2008. Je druhým pokračováním skladby "The Unforgiven" z alba Metallica. Její struktura je podobná skladbě "The Unforgiven", obsahujíc těžké verše a jemný refrén. Ve skladbě chybí úvodní sekce na lesní roh, kterou nahrazuje akustický klavír a lesní roh v pozadí. V roce 2010 byla skladba nominována na cenu Grammy v kategorii Best Hard Rock Performance ale prohrála se skladbou "War Machine" od AC/DC.